# 伊布拉音·吐尔迪
伊布拉音·吐尔迪（1914年—1971年）维吾尔族，新疆阿图什人，中华人民共和国官员，维吾尔族现代诗人。

## 生平
伊布拉音·吐尔迪出生于新疆阿图什一个手工业家庭。1935年，到苏联乌兹别克斯坦农业专科学校学习。回国后，任职于文教界。1943年，被捕入狱，1946年获释。出任新疆省维文总会理事长兼《汗腾格里》杂志主编。1947年被迫迁往伊宁之后，出任新盟会文教部部长。
中华人民共和国成立后，经中共中央新疆分局书记王震、副书记徐立清及各位委员分别介绍，1949年12月30日，伊布拉音·吐尔迪等15位新疆各民族干部在中共中央新疆分局所在地迪化市新疆分局办公大楼集体宣誓加入中国共产党（无候补期），伊布拉音·吐尔迪成为中华人民共和国时期中国共产党在新疆发展的首批少数民族党员之一。历任新疆省文化教育委员会副主任，新疆作家协会副主席，新疆省民政厅厅长等职务。
1952年，中共中央新疆分局第二届党代会在乌鲁木齐天山大厦召开，中央代表团习仲勋、刘格平等领导和中共中央新疆分局领导王震、张邦英、赛福鼎、包尔汉等出席。新疆省民政厅厅长伊布拉音·吐尔迪也是与会代表之一。习仲勋传达了毛泽东、刘少奇、周恩来的指示说：“王震同志犯了错误，他在新疆的党政军所有领导职务由王恩茂同志接替，并要求全体与会同志按照毛主席中央领导的指示，彻底揭露批判王震同志在新疆工作中，特别是在伊塔阿三区进行土地改革中的错误。”会上首先由张邦英等中共中央新疆分局领导自我检查；会议的起初两天，大部分汉族领导人发言自我检查；第三天，报纸上刊登了习仲勋等人赴伊犁慰问释放了几位宗教界和部落上层人士，其中包括阿不都热合曼大毛拉，伊犁数万群众游行，呼喊“毛主席万岁”等口号。听到消息，会议气氛更趋活跃。伊布拉音·吐尔迪发言称：1951年2月报纸刊登格尔夏的文章《血泪树》，还载入中小学课本，“我看过几遍，使人感到三区革命时期，伊犁人民受苦比国民党统治时期还严重，有些领导看了《血泪树》文章，就认为三区普遍存在这样严重的问题，所以出现了打击面扩大化的问题。”会后，伊布拉音·吐尔迪在过道碰到格尔夏说：“你的《血泪树》真厉害，把王震书记给拉下马了！”一位哈密副专员以及孜牙·赛买提（新疆省文化厅厅长）先后发言，也对《血泪树》所说情况表示怀疑。扎克洛夫在一次发言中点名要求格尔夏说明在新疆保卫和平民主同盟集中一百多名干部进行三反运动审查的情况。会议要结束时，赛福鼎发言，简要介绍了他们几位少数民族领导在北京受毛主席及中央领导接见的情况，丝毫没有提及新疆保卫和平民主同盟三反运动、《血泪树》问题。会后，中共中央新疆分局党委第三书记张邦英召集二十多位干部开会，格尔夏也参加，张邦英说：“根据毛主席党中央指示和分局二届党代会精神，由阿不里孜·木哈买提、阿不都热合曼·木黑提等几位民族同志去额敏县，向在乌孜别克俱乐部管教的二百多个牧区部落上层人士做工作，然后把他们放了。”
1957年12月16日至1958年4月26日，中共新疆维吾尔自治区党委扩大会议在乌鲁木齐召开。会上开展了对党内地方民族主义的揭露批判，中共新疆维吾尔自治区党委各常委分别发言。会议通过了《关于反对和克服地方民族主义的决议》和《关于赛甫拉也夫、伊敏诺夫、艾斯海提等同志错误的处分及开除孜牙·赛买提、依不拉音·吐尔地、阿不都热衣木·艾沙、阿赛德、阿不列孜·卡里等党籍的决定》（依不拉音·吐尔地即伊布拉音·吐尔迪）。中共新疆维吾尔自治区党委第一书记王恩茂在会议结束时作了题为《为党的解决民族问题的马克思列宁主义路线而斗争》的总结报告。
1971年，伊布拉音·吐尔迪逝世。

## 著作
1947年起，他开始以政治讽刺诗为主的文学创作。《不要说我的朋友》、《心愿》等几十首政治抒情诗，产生了较大影响。1957年出版诗集《心愿》。